# Кардашов, Лев Алексеевич
Лев Алексеевич Кардашов (Кардашёв; 27 февраля 1905, Москва — 12 марта 1964, Москва) — советский скульптор. Работал преимущественно в технике резьбы по дереву.

## Биография

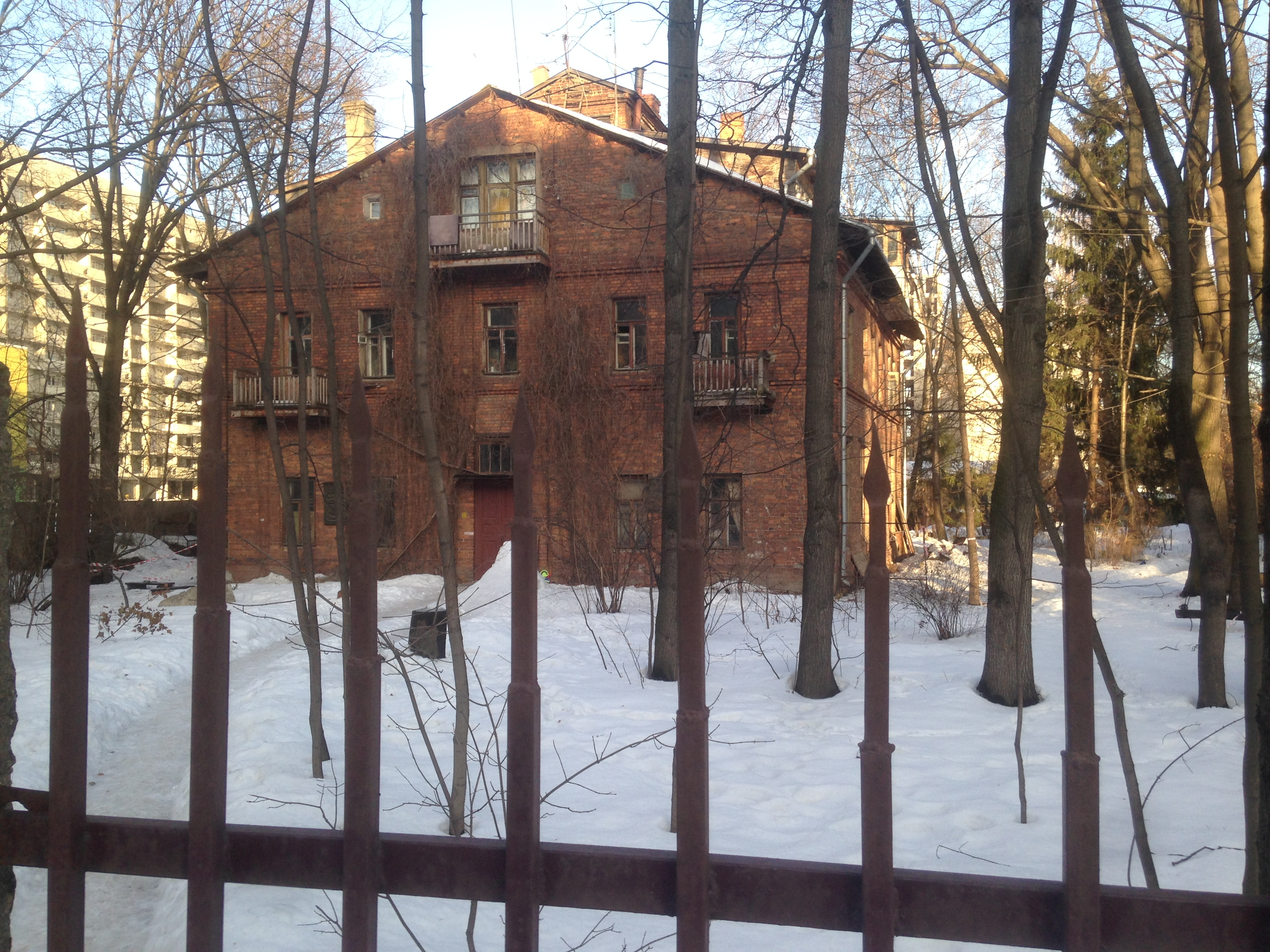
Дом Кардашова в Новогирееве

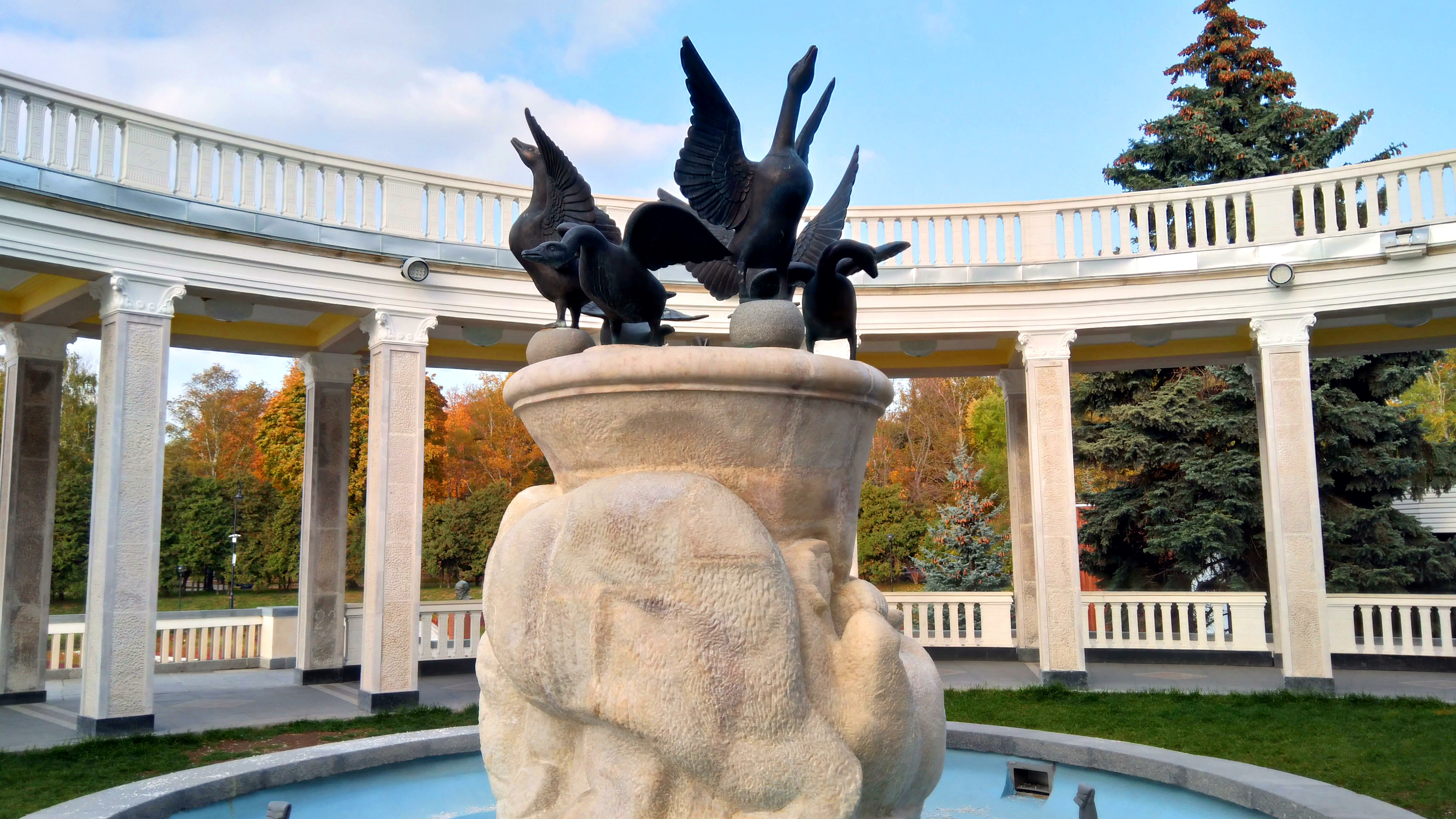
Северный фонтан после реставрации

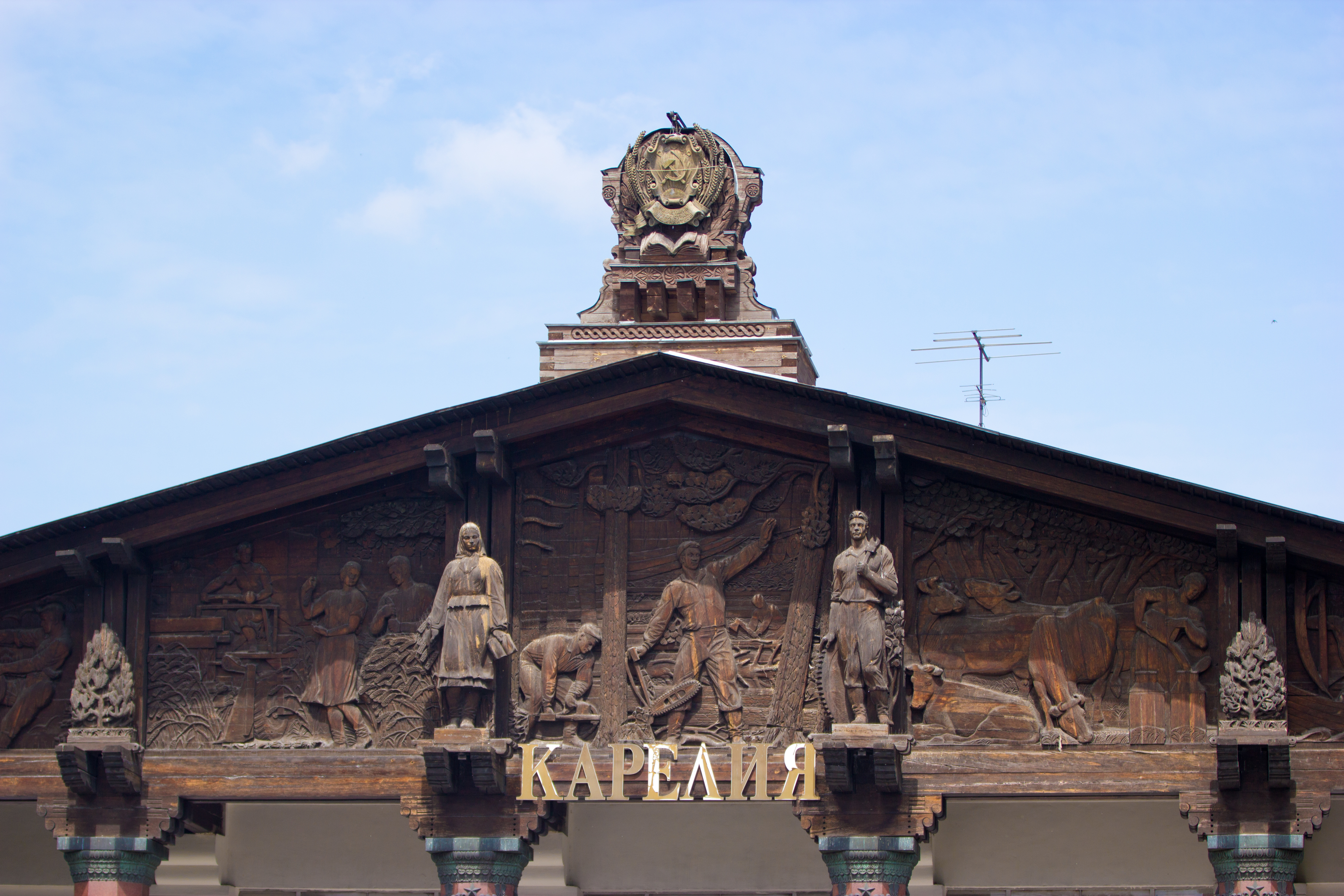
Фриз павильона Карело-Финской ССР

Лев Кардашов родился 27 февраля 1905 года в Москве в семье скульптора-анималиста Алексея Николаевича Кардашёва и его жены Веры Николаевны Бромлей, внучки архитектора В. И. Шервуда. С семи лет начал вырезать по дереву, вдохновляясь традициями народной деревянной скульптуры. С четырнадцати лет резьба по дереву начала приносить Льву Кардашову доход: он делал фигуры для Музея народоведения, вырезал фигуры воинов 1812 года. В 1919—1923 годах занимался и работал в мастерской П. Я. Павлинова, вырезая кукол для театра марионеток.
После окончания школы в 1923 году поступил на архитектурных факультет Вхутемаса. В 1926 году перешёл на скульптурный факультет Вхутеина. Учился у С. Ф. Булаковского и И. М. Чайкова. Окончил институт в 1930 году. Его дипломной работой была композиция «Дерущиеся кони» (руководитель И. С. Ефимов).
Во время учёбы работал вместе с И. С. Ефимовым. Выполнил несколько фигур для кукольного театра, принимал участие в изготовлении масок и костюмов для представления «Мистерия-буфф» В. В. Маяковского. С 1929 года принимал участие в выставках. В 1931—1932 годах состоял в Обществе русских скульпторов.
После окончания института в составе группы скульпторов отправился в Тулу для работы над фризом. В 1933 году принял участие в выставке «15 лет РККА» с деревянной скульптурой «Атака конницы», которая имела большой успех. Кардашов вспоминал об этой работе: «Когда я рубил конницу, ходил я вдохновляться кремлёвскими стенами, колокольней Ивана Великого, — они так полны архитектоники и чувства скульптурности».
Первой крупной монументальной работой Кардашова стал северный фонтан Химкинского речного вокзала в Москве, выполненный в 1938 году. В центре фонтана — мраморный цоколь с вырубленными на нём тремя белыми медведями. Цоколь увенчан лёгким ярусом с шестью фигурами гусей из золотистой кованой меди.
В 1939 году Лев Кардашов переехал в Новогиреево, где вместе с И. С. Ефимовым и В. А. Фаворским построил трёхэтажный дом с мастерскими.
После начала Великой Отечественной войны Лев Кардашов вырубил из огромного вяза композицию «Встреча победителей». Даже спилить и доставить вяз на место было нелёгкой задачей. Как вспоминал скульптор Георгий Попандопуло, они вдвоём, лёжа в снегу на животе, неделю пилили его поперечной пилой. В композиции представлена группа людей, охваченная радостью победы.
После окончания войны работал на ВСХВ над деревянным фронтоном павильона Карело-Финской ССР. Скульптор побывал в Карелии, где ознакомился с её природой и народом. В работе над фронтоном Льву Кардашову помогали плотники Александр Слепендяев и Пётр Репин, а также плотник Иван Морозов. За эту работу скульптор был удостоен медали ВСХВ.
В 1950 году архитектор А. К. Буров пригласил Кардашова и Фаворского оформить дом на улице Горького. Кардашов с Фаворским также работали вместе с архитекторами В. В. Емельяновым и Н. И. Гайгаровым.
Неоднократно работал над образом А. С. Пушкина. Незадолго до смерти участвовал в конкурсе на памятник М. Ю. Лермонтову в Москве.
В 1958 году начал работу над рельефом «На реке». Струю воды изображает большой необработанный ствол дерева. Эта работа часто выставлялась как триптих с мужской и женской фигурами. К нему было сделано несколько этюдов.
Композиция «Встреча победителей», выполненная Кардашовым во время войны, не сохранилась, и он приступил к работе над новым вариантом скульптуры, но не успел его закончить. На переднем плане композиции, вырубленной из ствола берёзы, — сгорбленная фигура старушки. Её взгляд исполнен внутренней напряжённости и драматизма.
Последней работой Льва Кардашова стала скульптура «Освобождение», которую он начал вырубать из многотонного мраморного блока. Эта работа была закончена за полмесяца до смерти скульптора и была установлена в архитектурном комплексе Российского университета дружбы народов.
Умер в Москве 12 марта 1964 года. Выставки работ Льва Кардашова проходили в Москве в 1945 и 1966 годах.

## Работы
Деревянные скульптуры
- «Бычок» (1914)[1]
- «Мальчик» (голова — 1915, ГМИ Каракалпакской АССР, Нукус)[1]
- «Арина Родионовна — няня А. С. Пушкина» (1919)[1]
- «Ломовой» (рельеф — 1923)[1]
- «Плотник» (1924, ГМИ Каракалпакской АССР)[1]
- «Атака конницы» (1935, ЦВМС СССР; эскиз-гипс, 1933)[1]
- «А. С. Пушкин в 1828 г.» (1939, Всесоюзный музей А. С. Пушкина, Ленинград)[1]
- «Встреча победителей» (1944-47; эскиз—гипс, 1944; 1964, ГМИ Каракалпакской АССР)[1]
- «Зимний день» (рельеф — 1945)[1]
- «Березка» (1953, Вологодская ОКГ)[1]
- «А. С. Пушкин слушает певцов» (1953)[1]
- «А. С. Пушкин в 1825 г.» (1955)[1]
- «На опушке леса» (рельеф — 1957)[1]
- «На реке Истре» («На реке», рельеф — 1959; варианты — 1960, Музей изобразительных искусств Карельской АССР, и 1963)[1]
- «Юноша» (голова, 1960)[1]
- «Мы за мир» (триптих — 1960—1962)[1]
- «Юноша с голубями» (1962)[1]
- «Древние сказания» (1964)[1]
- «Двое» (1964)[1]

Другие станковые работы
- «Лошадь с жеребёнком» («Бегущая кобыла с жеребёнком» — фарфор, подглазурная роспись, 1927)[1]
- «Тяжеловозы» (рельеф — мрамор, 1928, ГРМ)[1]
- «Заплетающая косу» (бронза, 1935, Орловская ОКГ)[1]
- «Любовь» (гипс, 1934, переведена Л. Д. Кардашовой в терракоту — 1965)[1]
- «Девочка» (голова — гипс, 1939)[1]
- «Мать провожает сына» (гипс, 1941, переведена Л. Д. Кардашовой в фарфор, подглазурная роспись — 1965)[1]
- «Портрет военврача» (гипс, 1943, Костромской ОМИИ)[1]
- «Кони у водопоя» (гипс, 1950, переведена Л. Д. Кардашовой в фарфор, подглазурная роспись — 1965)[1]
- «Олени» (гипс, 1953, переведена Л. Д. Кардашовой в фарфор, подглазурная роспись — 1965)[1]
- «Слепой с поводырем» (гипс, 1957, переведена Л. Д. Кардашовой в фарфор, подглазурная роспись — 1965)[1]
- «Материнство» (рельеф—гипс, 1957, переведена Л. Д. Кардашовой в фарфор, подглазурная роспись — 1965)[1]
- «Надевающая платье» (мрамор, 1958)[1]
- «Портрет мальчика» (голова — медь кованая, 1963)[1]

Монументально-декоративные произведения
- «Полярный фонтан» («Север» — «Белые медведи», мрамор и «Птичьи базары», медь кованая, 1938, Северный речной вокзал, Москва)[3]
- «Новая жизнь» (дерево, 1953, фронтон павильона «Карельская АССР» на ВСХВ)[1]
- «Мальчик, зажимающий струю воды ногой» (фонтан — бронза, 1958, санаторий в Цхалтубо)[1]
- Оформление жилого дома (бетон, 1950, совместно с Фаворским, Москва, ул. Горького, 4)[1]
- «Освобождение» (мрамор, 1964, РУДН)[2]

## Семья
- Жена — Людмила Дмитриевна Кардашова (урождённая Дервиз; 1919—1995) — скульптор, внучка В. Д. Дервиза.
- Брат — Давид Алексеевич Кардашов (1903—1988) — учёный, специалист в области создания полимерных клеев.
- Сестра — Анна Алексеевна Кардашова (1908—2004) — детская писательница.